# スティーブ・マックイーン
テレンス・スティーブン・マックイーン（Terence Steven "Steve" McQueen、1930年3月24日 - 1980年11月7日）は、アメリカ合衆国の俳優。
「キング・オブ・クール（"The King of Cool"）」と呼ばれ、「アンチヒーロー」としてのキャラクターは1960年代の反体制文化にも共通するものがあり、1960年代から1970年代にかけてトップ俳優としての地位を確立した。スタント・パーソンに頼らない本格的アクション俳優として一時代を築き、世界中の映画ファンを熱狂させた。マックイーンは『砲艦サンパブロ』でアカデミー賞にノミネートされている。その他の代表作としては『大脱走』、『荒野の七人』、『シンシナティ・キッド』、『ブリット』、『ゲッタウェイ』、『華麗なる賭け』、『タワーリング・インフェルノ』、『パピヨン』などがある。1974年には世界で最も高給取りの映画スターとなったが、その後4年間映画に出演することは無かった。マックイーンは監督やプロデューサーと対立しがちであったが、その高い人気故にトップスターの地位に留まり続けた。
女優のニール・アダムス、アリ・マッグロー、バーバラ・ミンティと3度の結婚をした。長男のチャド・マックイーンと、チャドの息子スティーブン・R・マックイーン、長女テリーの娘モリー・マックイーンも俳優。

## 生い立ち
マックイーンは1930年3月24日にインディアナ州ビーチグローブの聖フランシス病院で生まれる。父親のウィリアム・テレンス・マックイーンは曲技飛行のスタントパイロットであり、母親のジュリア・アン（旧姓クロフォード）はアルコール依存症であった:7-8。2人はマックイーンが生後6か月の時に離婚した。ジュリアは幼子の面倒を見ることができず、1933年にミズーリ州スレーターの両親（ヴィクターとリリアン）の元にマックイーンを預けた。間もなく世界恐慌が始まり、マックイーンと祖父母はリリアンの兄、クロードがスレーターで営む農場に移り住んだ。マックイーンはカトリックとして育てられた。
マックイーンはクロードの農場に住んでいた時代について、後に以下のように述べている。「彼は非常に良い男で、非常に強く、非常に公平だった。私は彼から多くのことを学んだ。」クロードはマックイーンが4歳の誕生日に赤い三輪車を与え、マックイーンは後にこれがレースに関心を抱くきっかけとなったと語っている。8歳の時に彼は母親によってインディアナポリスに連れて行かれ、母の新しい夫と共に暮らした。マックイーンは農場を去るときの特別な思い出を語っている。「クロードおじさんの農場を離れる日、彼は私に個人的な餞別 - 銘がケースの内側にある金の懐中時計 - をプレゼントしてくれた。」その銘は「私の息子だったスティーブへ」とあった。
ディスレクシアと幼い頃の耳の感染症により部分的な難聴があったため、スティーブは新しい生活になじむことができなかった。継父は彼を叩き、彼は9歳で家を出て悪さをするようになった。すぐにストリートギャングに仲間入りし、微罪を繰り返した。母親は彼の振る舞いをコントロールできず、彼をスレーターに送り返した。マックイーンが12歳の時、ジュリアはクロードに対して、ロサンゼルスの新居で彼女と共に暮らすため息子を引き取りたいと手紙を書いた。ジュリアは2番目の夫と離婚し、3度目の再婚をしていた。
マックイーンによると、新しい継父と彼は「すぐに衝突した」。継父をマックイーンは「血気早い野郎」と呼んだ。彼はマックイーンと母に拳を振り上げるのをいとわなかった。マックイーンが再び反抗し始めたので、彼は再びクロードの元に送り返された。マックイーンは14歳で別れの言葉も告げずにクロードの農場を離れ、短期間サーカスに加わり、そしてロサンゼルスの母と継父の元に戻り、ギャングのメンバーとして微罪を繰り返す日々を再開した。彼はハブキャップを盗んでいるところを警察に捕まり、継父の元に帰された。継父は彼をひどく殴り、階段から下に投げ落とした。マックイーンは継父を見上げて「あんたはまた俺に臭い手をつき出した。俺はあんたを殺すと誓う。」と言った。
事件の後、継父は母親を説得し、マックイーンを矯正するためにチノヒルズのボーイズ・リパブリックに入所させるという裁判所命令に署名させた。ここでマックイーンは人が変わり、成熟し始めた。彼は当初他の少年達に人気が無かった。「そうだな、少年達には月に一度、映画を見に行くために町へのバスに乗れる機会があったとしよう。だが、ある一人がバンガローで仕事を怠けたために、彼らはその機会を失った。さて、彼らはそれについて不満を持ったと考えられるね。私は何度かそれをやってしまった。私は報いを受けたんだ、間違いなく。他の奴らは、自分の幸せを妨げる奴に借りを返したんだ。」最終的にマックイーンはボーイズ・カウンシル（少年達の生活上の規約を決定するグループ）に選出され、規範生となった。結局、彼は16歳でボーイズ・リパブリックを出所した。彼は有名になってからも、少年達と話すために定期的に施設を訪れ、その関係は生涯保たれた。
マックイーンはチノヒルズを出発し、ニューヨークのグリニッジ・ヴィレッジに移り住んでいた母親の元に戻った。その後彼は商船に乗り組む二人の水夫に出会い、ドミニカ行きの船で働くと申し出た。彼はその新しい仕事を一度は断念したが、結局は売春宿のタオルボーイに採用された。その後マックイーンはテキサスに向かうこととし、転々と職を変えた。彼は石油の井戸掘り人、カーニバルでの小間物売り、木こりなどの職を経験した。

### 海兵隊時代
1947年、マックイーンはアメリカ海兵隊に入隊、一等兵に昇進し、戦闘部隊に配属された。当初彼はその反抗的な態度を顕わにし、二等兵に7回降格した。彼は週末の休暇が終了した後、無断で隊に戻らずガールフレンドの家に二週間留まり、憲兵によって捕えられた。彼は逮捕の際に抵抗し41日間営倉入りした。この一件の後、彼は自己改善にエネルギーを集中させると決心し、海兵隊の規律を受け入れた。彼は北極海での演習中に他の海兵隊員5名の命を救った。タンクの中にいた5名を流氷がタンクを突き破る前に助け出した。彼は儀仗兵に任命され、トルーマン大統領のヨットの警備に配属された。マックイーンは1950年まで海兵隊で勤務し、その後名誉除隊した。彼は後に海兵隊時代は楽しかったと語っている。

## 俳優として

### 1950年代

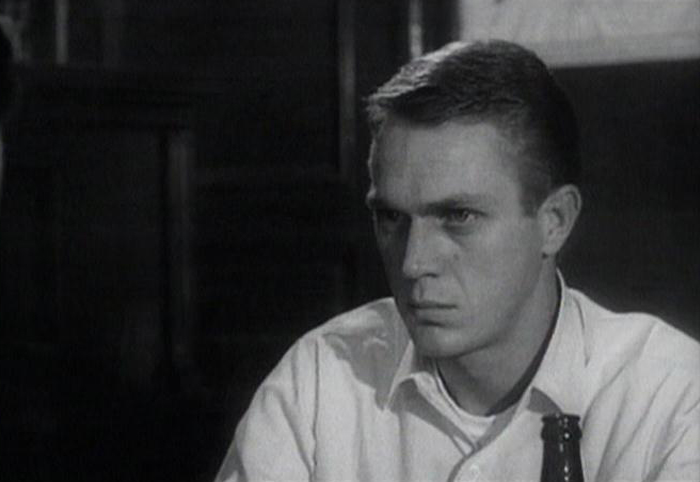
「セントルイス銀行強盗」でのマックイーン

1952年、GI法による援助金を得てマックイーンはニューヨークでサンフォード・マイズナーのネイバーフッド・プレイハウスで演劇の勉強を始めた。うわさによれば、後に「King of Cool」と渾名されるマックイーンの初めての台詞は、1952年にイディッシュ・シアターのスター女優であったモリー・ピコンがプロデュースした劇中でのダイアログであった。マックイーンの演じたキャラクターが発した短い台詞は「Alts iz farloyrn ("All is lost.")」であった。この間に彼はステラ・アドラーに演技を学び、そのクラスでジア・スカラと出会っている。
彼は週末にロングアイランド・シティ・レースウェイで行われるレースに参加して賞金を稼ぎ、所有した多数のバイクの最初となるハーレーダビッドソンを購入した。彼はすぐに優れたレーサーとなり、毎週末におよそ100ドル（2023年時点の$1,100と同等）の賞金を稼いで家に帰った。その後ABCの『ジュークボックス・ジュリー』（1953-54シーズン）に音楽の審査員として出演した。
マックイーンは『Peg o' My Heart』、『結婚式のメンバー』、『Two Fingers of Pride』等の劇に端役として出演した。ブロードウェイのデビューは1955年の『夜を逃れて』で、ベン・ギャザラが主役であった。
1955年後半に25歳のマックイーンはニューヨークを離れ、カリフォルニアに向かった。エコーパーク地区のベスタ通りに住み、ハリウッドでの演劇の仕事を探した。『ウェスティングハウス・スタジオ・ワン』のエピソード、「The Defenders」に出演すると、ハリウッドのマネージャーであるヒラード・エルキンス（マックイーンの最初の妻、ネリーをマネージメントしていた）の目にとまる。エルキンスはB級映画が若い俳優を評価するのに適した場所だと決めた。マックイーンはロバート・ワイズの『傷だらけの栄光』（ポール・ニューマン主演）に最初の端役を得た。続いて『ニューヨークの顔役』、『マックイーンの絶対の危機』（初の主演）、『セントルイス銀行強盗』に出演した。
マックイーンの最初のブレイクはテレビ映画であった。デイル・ロバートソン主演のNBCの西部劇『拳銃街道』に出演した。マックイーンのマネージャーとなったエルキンスはプロデューサーのヴィンセント・M・フェンリーへの売り込みに成功し、『トラックダウン』に賞金稼ぎのジョシュ・ランダル役で出演することとなった。『トラックダウン』の主役は古くからのニューヨークでのレース仲間であったロバート・カルプであった。その後マックイーン主演のパイロットフィルムが撮影され、それは『拳銃無宿』のタイトルで1958年9月にCBSで放送された。

### 1960年代

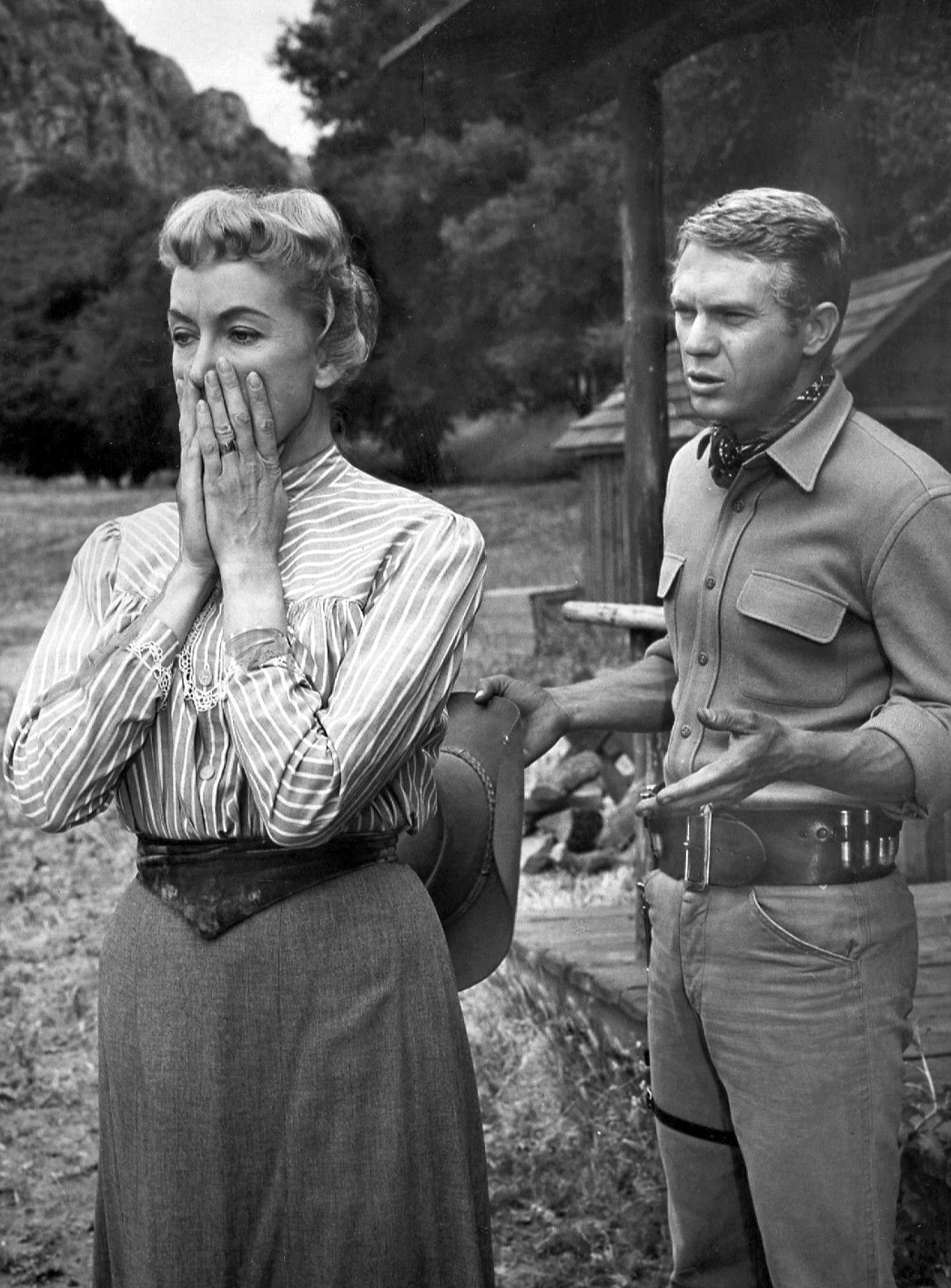
『拳銃無宿』（1959年）。マックイーン、ヴァージニア・グレッグ。

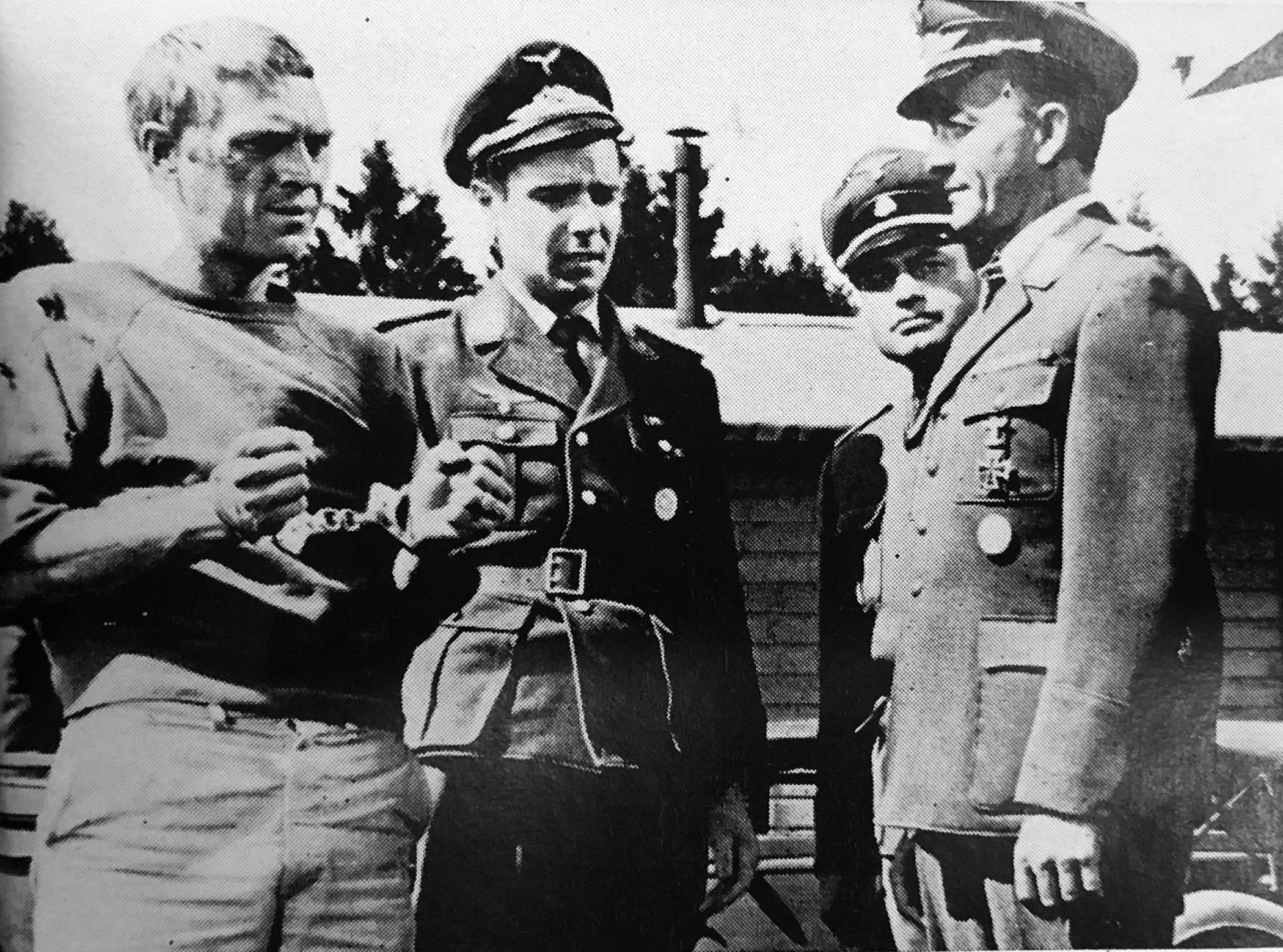
『大脱走』（1963年）

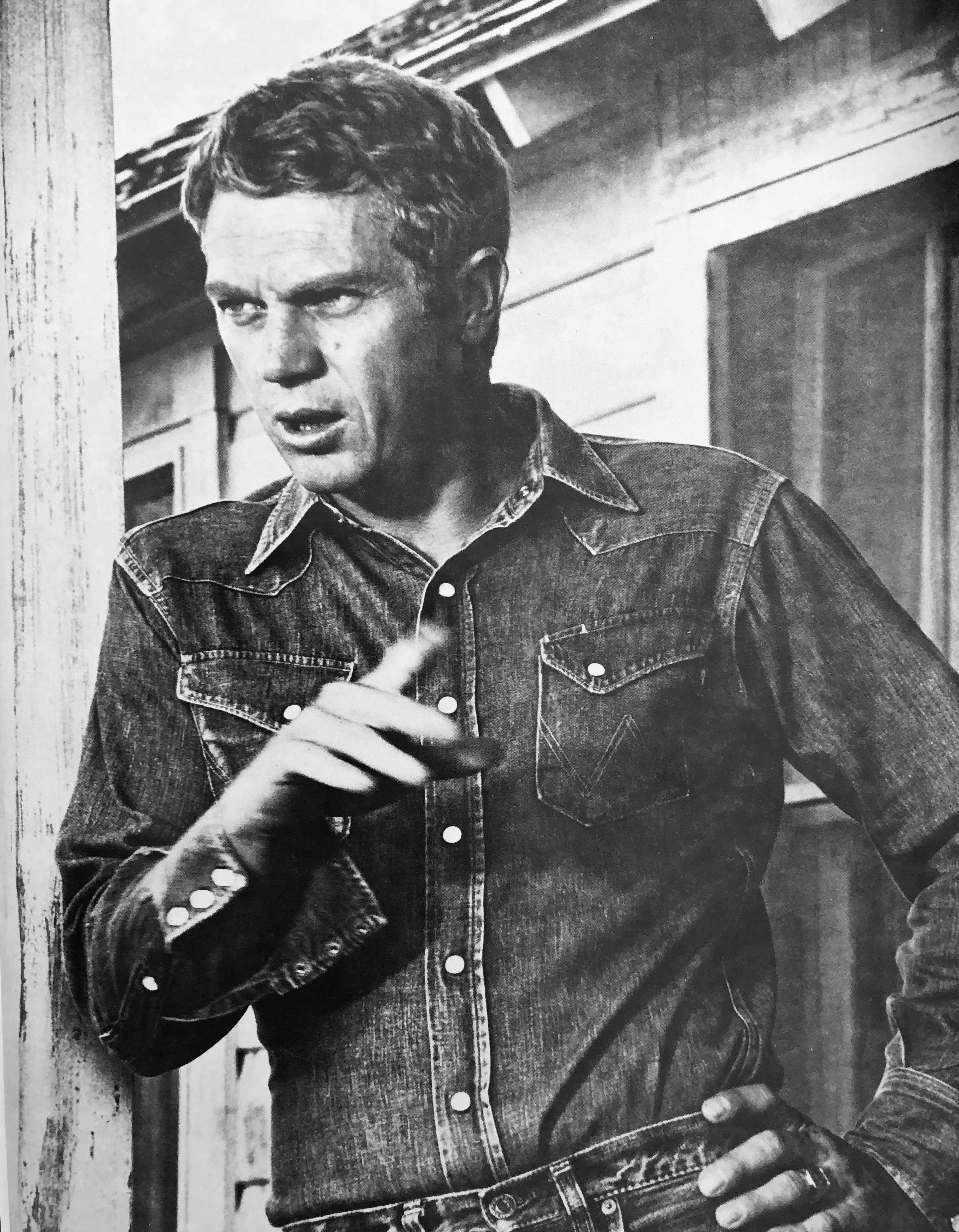
『ハイウェイ』（1965年）

『拳銃無宿』のDVDのインタビューで『トラックダウン』主演のロバート・カルプは、ハリウッドにマックイーンを連れてきて、ランダルの役がもらえるようにしたのは自分だと主張している。彼は、マックイーンに「早撃ちの芸術」を教えたのだと言うのである。そして撮影の2日目には、マックイーンが彼をたたきのめしたのだと付け加えている。マックイーンはこのシリーズに出演することでよく知られるようになった。ランダルの特別なホルスターは、典型的な西部劇のキャラクターがリボルバーを収めたのに対して、ソード・オフ（銃身切断）のウィンチェスターライフル（メアーズレッグと渾名される）を収めることができた。しかしながら、ガンベルトのカートリッジは「より手強く見える」ということで、ダミーの.45-70が選ばれた。賞金稼ぎの一般に否定的なイメージと結びついて、ミステリーと無関心で満たされるアンチヒーローのイメージを増し、この番組を典型的なTV西部劇から卓越させた。1958年から1961年前半まで続いた94のエピソードでマックイーンはロサンゼルス、チャッツワースのアイヴァーソン・ムービー・ランチのなじみとなった。『拳銃無宿』の屋外アクションの大半は同所で撮影された。
29歳のときにマックイーンは、重要な俳優の仕事を得た。サミー・デイヴィスJr.がラジオでフランク・シナトラについて否定的な発言をした後、『戦雲』からシナトラがデイヴィスを降板させ（※）、その役（序列４番目待遇 シナトラのジープ専属運転士）がマックイーンに回ってきた。シナトラはマックイーンに特別な何かを感じた。マックイーンが演じたビル・リンガーは、ジープを高速で運転したり、飛び出したり、トミーガンを扱ったりした。
※サミーは“僕の方が彼よりも歌もダンスも巧いのに しばし高圧的な言動なんだ…”　と発言
『戦雲』の後、監督のジョン・スタージェスはマックイーンに次の映画の役を与え、「彼にカメラを与える」と約束した。『荒野の七人』（1960年）でマックイーンはヴィン・タナーを演じ、ユル・ブリンナー、ロバート・ヴォーン、チャールズ・ブロンソン、ジェームズ・コバーンらと共演した。同作はマックイーンの初のメジャーヒット作となり、『拳銃無宿』からの撤退に繋がった。無口なマックイーンの集中的な描写は、彼の経歴を描き出した。彼は射撃の際にタッチを付け加えた。それはショットガンを振って弾丸をロードする際、ショットのバックグランドの間に銃を繰り返しチェックすること、帽子の縁を拭くことなど。その仕草は共演者のブリンナーを悩ませた。彼はマックイーンが場面を盗もうとしていると主張した。本作の悪役カルヴェラを演じたイーライ・ウォラックは自叙伝で、ブリンナーとマックイーンのキャラクターが初めて出会う葬列シーンの撮影を見ている間、自分の楽しみを隠すのに苦労したと伝えている。ブリンナーはマックイーンがショットガンを大きく振るアクションに激怒した。それは観客の注意をマックイーンに効果的に回した。ブリンナーはマックイーンと同じ場面の中で銃を抜くことを拒否した。そして、彼のキャラクターが銃を速く抜くのを望まなかった。
マックイーンはスタージェスの次の大作、『大脱走』（1963年）にメインキャストとして出演することとなった。同作は第二次世界大戦中にドイツ軍の捕虜収容所スタラグ・ルフト IIIで発生した脱走事件を元にした実話であった。マックイーンが演じるバージル・ヒルツはオートバイで鉄条網をジャンプするが、保険会社が契約に難色を示したためマックイーンは実際にジャンプできず、代役として友人でバイク仲間のバド・エキンズが行った。エキンズは遠目ではマックイーンによく似ていた。後にジョニー・カーソンが『ザ・トゥナイト・ショー』の放送でマックイーンのジャンプを祝福しようとすると、マックイーンは「あれは僕じゃない。あれはバド・エキンズだ。」と言った。本作は興行的に大成功し、マックイーンのスーパースターとしての身分を確実にした。
1963年、マックイーンは『マンハッタン物語』にナタリー・ウッドと出演した。その後『ネバダ・スミス』を演じたが、これはハロルド・ロビンズの小説『大いなる野望』からのキャラクターで、小説の映画版は2年前に製作され、アラン・ラッドがネバダ・スミスを演じている。『ネバダ・スミス』ではカール・マルデン、スザンヌ・プレシェットと共演し、同作は興行的に大成功した。マックイーンは1965年の『シンシナティ・キッド』
でポーカープレイヤーを演じた後、1966年の『砲艦サンパブロ』で機関兵を演じ、自身唯一のアカデミー賞にノミネートされた。同作ではキャンディス・バーゲン、リチャード・アッテンボロー（以前『大脱走』で共演した。）と共演している。
ジャクリーン・ビセット、ロバート・ヴォーン、ドン・ゴードンらと共演した1968年の『ブリット』は、彼の最も有名な映画の1本であり、オスカー賞候補にノミネートされた。同作では先例がなく、その後果てしなく模倣されることとなるサンフランシスコでのカーチェイスが特徴であった。マックイーンは運転シーンがクローズアップされたが、実際に運転したのはカーチェイスシーンのおよそ1割で、残りの部分はスタントドライバーのバド・エキンズとローレン・ジェーンズが運転した。追われる黒のダッジ・チャージャーはベテランスタントドライバーのビル・ヒックマンが運転した。マックイーン、その代役とヒックマンはシーンが撮影される前に高速で接近して運転する練習をして数日を過ごした。『ブリット』は製作予算がオーバーしたため、ワーナー・ブラザースは彼の残りの映画（合計7本）に関して、契約を取り消した。
『ブリット』が興行上大ヒットとなり、ワーナー・ブラザースはマックイーンを取り戻そうとした。しかし、彼はそれを拒絶した。そして次回作は独立スタジオが製作し、ユナイテッド・アーティスツが配給を行うこととなった。この映画のために、マックイーンはイメージの変更を選んだ。1968年の『華麗なる賭け』では華やかな富豪役を演じ、共演はフェイ・ダナウェイであった。翌年彼はウィリアム・フォークナー原作の南部の時代劇、『華麗なる週末』に出演した。

### 1970年代
1971年、マックイーンは十分に認められなかったカーレース映画『栄光のル・マン』に出演、翌72年には老ロデオ乗りを描いた『ジュニア・ボナー/華麗なる挑戦』に出演した。その後再びサム・ペキンパー監督の『ゲッタウェイ』(1972年）に出演、同作で後の妻となるアリ・マッグローと共演した。1973年には『パピヨン』でデビルズ島の囚人を演じた。同作ではダスティン・ホフマンが悲劇的なサイドキックを演じた。
1973年、ローリング・ストーンズがアルバム『山羊の頭のスープ』に収録した「スター・スター」でマックイーンについて言及した。伝えられるところでは、マックイーンはこれを楽しみ、個人的に許可を与えた。
『ゲッタウェイ』公開時までマックイーンは世界で最も高給取りの俳優であった。しかし、1974年の『タワーリング・インフェルノ』で長年のライバルであったポール・ニューマンや、かつて共演したダナウェイと共に出演して世界的な大ヒットを記録した後、マックイーンは公衆の前から姿を消し、オートバイレースに集中したり、モーターホームとヴィンテージのインディアンと共に国中を旅行した。彼は1978年の『民衆の敵』まで復帰しなかった。ヘンリック・イプセンの戯曲を映画化した本作では、ヒゲを蓄え眼鏡を掛けた19世紀の医師を演じたが、全国での公開は見送られ、自主上映会などで公開された。
彼の最後の2つの映画は、実話に基づいていた。『トム・ホーン』は、元陸軍の斥候兵がプロのガンマンとして大牧場に雇われ牛泥棒を追い詰め、後に羊飼いの少年を射殺した容疑を掛けられるという西部劇で、『ハンター』は現代の賞金稼ぎについてのアクション映画で、両方とも1980年に公開された。

### 逃した役柄
マックイーンは『ティファニーで朝食を』の主演男優を依頼されたが、『拳銃無宿』の契約のため受けることができなかった（代わりにジョージ・ペパードが起用された）。また『オーシャンと十一人の仲間』、『墓石と決斗』、『明日に向って撃て!』（彼の弁護士とエージェントはポール・ニューマンの弁護士とエージェントと出演料に関して合意することができなかった）、『ザ・ドライバー』、『地獄の黙示録』:172『ジャックポット』、『ダーティハリー』、『遠すぎた橋』、『フレンチ・コネクション』（彼は他の刑事映画に出演したくなかった）、『未知との遭遇』などの出演も依頼されていた。
『グラン・プリ』のDVDに収録されたジョン・フランケンハイマー監督とジェームズ・ガーナーのインタビューによると、フランケンハイマーは当初アメリカ人F1ドライバーのピート・アーロン役にマックイーンを考えていた。フランケンハイマーはマックイーンに会って出演交渉をすることができず、代わりにプロデューサーでビジネスパートナーのエドワード・ルイスをマックイーンの元に送った。マックイーンとルイスはたちまち衝突し、会談はご破算となり、ガーナーがアーロン役に起用された。
スティーヴン・スピルバーグ監督は『未知との遭遇』のロイ・ニアリー役に当初マックイーンを考えていた。『未知との遭遇』のDVDでスピルバーグは、バーでマックイーンに会い、そこでマックイーンはビールを次から次へと飲んで酔っ払っていたという。別れる前にマックイーンは、スピルバーグに対して役を受けることはできない、なぜならキューに合わせて泣くことができないからだと話した。スピルバーグはニアリーが泣くシーンをストーリーからカットすると申し出た。しかしマックイーンは異議を唱え、それは脚本の中で最高の場面だと語った。ニアリー役は結局リチャード・ドレイファスが演じることとなった。
ウィリアム・フリードキン監督はマックイーンを『恐怖の報酬』（1977）の主役に起用することを望んだ。『恐怖の報酬』はドミニカ共和国で主に撮影されることになっていたが、マックイーンは撮影期間中にアリ・マッグローと離れたくなかった。マックイーンはマッグローをプロデューサー役で出演させるようフリードキンに頼み、彼女は主要部分の撮影時にその場に居合わせることが考えられた。フリードキンはこの状態に同意せず、マックイーンの代わりにロイ・シャイダーを起用した。フリードキンは後に、マックイーンを起用しなかったことが映画のパフォーマンスと興行収入を損なったと述べている。
スパイ小説家のジェレミー・ダンズは、スティーブ・マックイーンがイアン・フレミングの小説『ダイヤモンド密輸作戦』の映画化において主役として考えられていることを明らかにした。マックイーンは、南アフリカでダイヤモンド密輸組織に潜入捜査を行う秘密エージェントのジョン・ブレーズを演じる。脚本は1964年の時点で存在したが、プロジェクトは複雑化し結局棚上げされた。
マックイーンとバーブラ・ストライサンドは『ガントレット』に暫定的に配役された。しかし両者はエゴが衝突しうまくやっていくことができなかった。両者は降板することとなり、代わりにクリント・イーストウッドとソンドラ・ロックが起用された。
マックイーンはディヴィッド・マレルの1972年の小説『ランボー』の映画化が発表されると、「ジョン・ランボー」のキャラクターに対する関心を表した。しかしプロデューサーはマックイーンの年齢を理由にそれを拒絶した。1976年には『ボディガード』（ダイアナ・ロスと）への出演を打診された。しかし、映画はマックイーンの死後まで制作されなかった。『ブラッディ・ガン』の計画は1974年初頭に始まり、マックイーンの主演が考えられていたが、製作開始は1980年となり、その頃にはマックイーンは病床にあったため、トム・セレックが主演となった。マックイーンは『レイズ・ザ・タイタニック』の主演もオファーされていたが、脚本は平凡であると感じられた。『タワーリング・インフェルノ』出演後にアーウィン・アレンと契約し、1980年に続編への出演を打診されたが、既に病床にあった。映画化は廃棄され、アレンはポール・ニューマン主演で『世界崩壊の序曲』を製作したが、興行的に大失敗した。マックイーンは『タワーリング・インフェルノ2』を辞退した直後に死去した。

## スタント、レース、飛行機

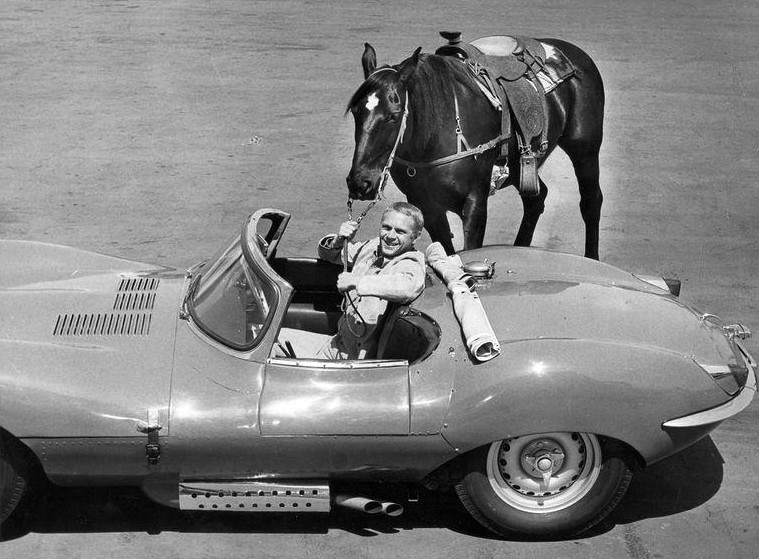
マックイーンの愛馬「ドク」と愛車ジャガー・XKSS（1960年）

マックイーンは熱心なオートバイとレースカー狂であった。映画の中で車を運転する機会があれば、彼は自身のスタントを行い、その中には『ブリット』におけるカーチェイスや、『大脱走』のオートバイチェイスが含まれた。『大脱走』の鉄条網を飛び越えるシーンでは保険の関係もあってバド・エキンズが代役を務めたが、マックイーンは650ccのトライアンフ・TR6トロフィーをかなりのシーンで運転している。スタントライダーとマックイーンの技量の差を見つけることは難しいが、編集されている部分で、マックイーンがドイツ兵の制服を着ている部分では別のオートバイを運転している。『ブリット』の運転シーンのおよそ半分はローレン・ジェーンズが担当した。
マックイーンとジョン・スタージェスはF1レースについての映画『Day of the Champion,』を製作する予定であった。しかしマックイーンは『砲艦サンパブロ』の撮影が遅れ、多忙であった。彼らはドイツのニュルブルクリンクとの契約があり、ジョン・フランケンハイマーがそこで『グラン・プリ』の撮影を行った後、リールはスタージェスに引き渡された。フランケンハイマーは予定でリードしており、マックイーンとスタージェスのプロジェクトは取り消された。
マックイーンはプロのレースカー・ドライバーになることを考えた。1961年にはイギリスツーリングカー選手権の第7戦、ブランズ・ハッチにBMCのミニで参加、3位でフィニッシュしている。
1962年3月23日、セブリング12時間レースではペドロ・ロドリゲス、スターリング・モス、イネス・アイルランドと共にチームを組んで参戦。その前座で行なわれた1000cc以下の車に限定された3時間耐久レースではオースチン・ヒーレー・スプライトMk.2にも乗っていた。
1970年のセブリング12時間レースではピーター・レブソンと組んでポルシェ・908/02をドライブ、2週間前にオートバイの事故で左足を怪我していたにもかかわらず、3リッタークラスで優勝し、総合ではマリオ・アンドレッティ/イグナツィオ・ギュンティ/ニノ・ヴァッカレラ組の5リッターフェラーリ・512Sに23秒遅れの2位であった。このポルシェ・908/02はマックイーン自身のソーラー・プロダクションから『栄光のル・マン』用のカメラ車として1970年のル・マン24時間レースにエントリーした。マックイーンはジャッキー・スチュワートとポルシェ・917をドライブしたがったが、映画の後援者はその場合サポートから手を引くと主張した。ル・マンで24時間ドライブするか、映画を製作するために夏の間ドライブするかを選択しなければならなくなり、マックイーンは後者を選択した。
マックイーンはオフロードのオートバイレースにも参加し、しばしばBSA・ホーネットを走らせた。彼はまた、1970年のロンドン-メキシコラリーにブリティッシュ・レイランドチームのコドライバーとしてトライアンフ・2500PIで参加する予定であったが、映画の契約のためそれを断念しなければならなかった。彼の最初のオフロードバイクは、エキンズから購入したトライアンフの500ccであった。マックイーンは西海岸で行われたオフロードレースの多くに参加し、その中にはバハ1000、ミント400、エルシノア・グランプリなどが含まれた。
1964年、マックイーンとエキンズは東ドイツのエアフルトで開催されるインターナショナル・シックス・デイズ・エンデューロのシルバーベース・カテゴリーに参加する初の公式アメリカチームの4名のライダー（プラス1名がリザーブ）に加わった。「A」チームは8月末にイングランドに到着し、使用する649 ccと490 ccのバイクをトライアンフのファクトリーから集め、オフロード用に改造した。当初古くからのイギリスのオートバイディーラーに輸送の手配を依頼したのが期待外れとなり、トライアンフのディーラーであったH&Lモータースが適当な車両を供給するのに踏み出した。チームはイギリスの臨時マネージャーと共にドイツに到着すると、「B」チームはヨーロッパ在住アメリカ人が個人的に加わり、ヨーロッパ製のマシンで参加していたことを知って驚いた。
マックイーンのISDTの競技番号は278で、それはトライアルのスターと順に基づいていた。両チーム共にクラッシュを繰り返した。マックイーンは事故のダメージを回復できずリタイアし、エキンズは脚を骨折し撤退した。両者とも3日目（水曜日）のことであった。「B」チームの1名のみが6日間のイベントを完走した。イギリスの月刊誌「Motorcycle Sport」は「トライアンフのツインに乗る...［チームは］、賞賛に値するスタイルとまではいかないが、何度も落車し、6日間の競技で多くの人々が誰が勝利するか（彼らはそれが彼ら自身で無いことを知っていた）を心配していたかを抜きにして、どこでも素晴らしいダッシュを見せたのは明らかだった。」とコメントした。
マックイーンは1978年にオフロードモータースポーツ栄誉の殿堂入りした。1971年、マックイーンのソーラー・プロダクションはクラシックバイクのドキュメンタリー『栄光のライダー』に資金を提供した。同作にはマックイーンが出演し、共演はマート・ロウウィルとマルコム・スミスであった。同年、マックイーンがハスクバーナのダートバイクに跨がった写真が「スポーツ・イラストレイテッド」誌の表紙を飾った。マックイーンはモータースポーツ用のバケットシートを設計し、その特許は1971年出願された:93。
『エド・サリヴァン・ショー』用に、マックイーンはデューンバギーに乗って高速で砂漠のまわりをドライブした。その後、エド・サリヴァンは「それは『相当な』ドライブだった」と語った。
マックイーンは、何台かのクラシック・オートバイと、エキゾチックなスポーツカーを所有した。その一部は以下を含む：
- ポルシェ・917, ポルシェ・908, フェラーリ・512（『栄光のル・マン』で使用された物）
- 1963年型 フェラーリ・250 ルッソ・ベルリネッタ[45]
- ジャガー・Dタイプ XKSS（右ハンドル）
- ポルシェ・356 スピードスター
- 1962年型 コブラ

ほか
何度か試みたにもかかわらず、マックイーンは自身が『ブリット』で運転したフォード・マスタングGT390を購入することができなかった。それは駆動系がマックイーンのドライビングスタイルに合わせて改造された物であった。映画で使用されたマスタング2台のうち1台はひどく破損し、修理は不可能と判断されスクラップにされた。余談だが2005年に発売されたフォード・マスタングのCMでは『ブリット』当時のマックイーンが登場し、新型マスタングGTをドライブするものとなっている。また、2019年発売のフォード・マスタングのリミテッドヴァージョン・『マスタング・ブリット』は孫であるモリーがドライブするCMが製作されている。
マックイーンはまた飛行機も操縦し、何機かを所有した。1931年型のピトケアン・PA-8複葉機ほか、1930年代、40年代のクラシックな飛行機が何機か含まれた。それらはハリウッド北西にあるサンタポーラ空港に駐機されていた。

## 私生活

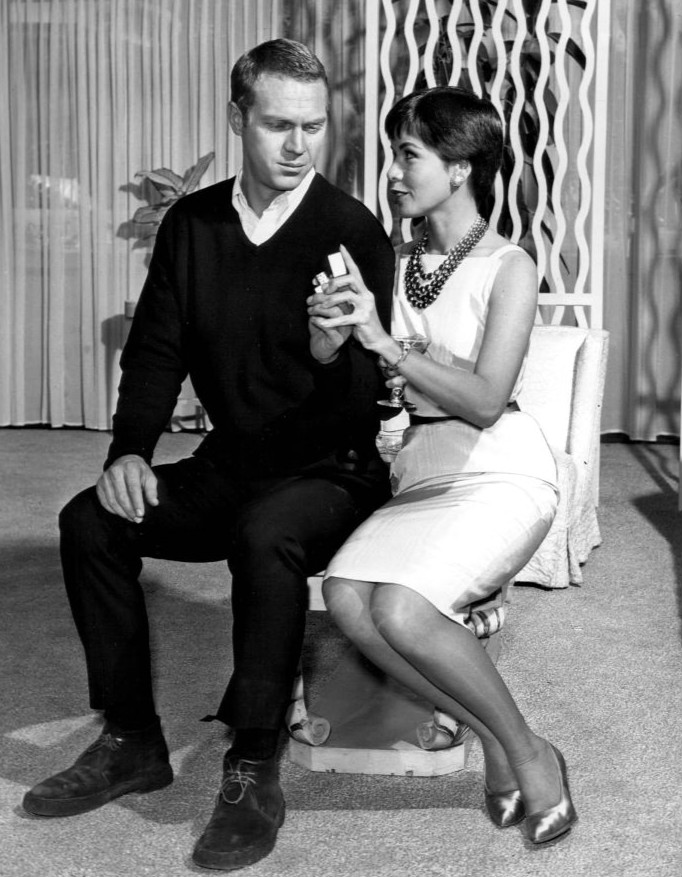
マックイーンと最初の妻ニール・アダムス、『ヒッチコック劇場』の「南から来た男」で。1960年。

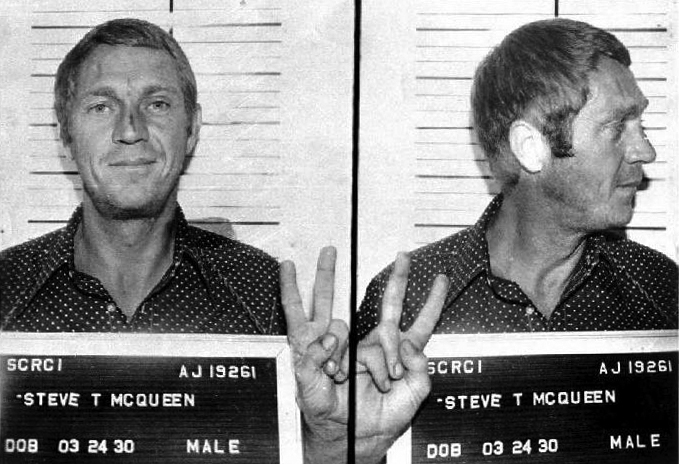
1972年にアラスカで撮影された"マグショット"。マックイーンは、飲酒運転で逮捕された際、その写真撮影でピースサインを行い、公権力を挑発した。

ニューヨークでステラ・アドラーの学校に通う間、マックイーンはジア・スカラと交際していた。1956年11月2日に彼は女優のニール・アダムスと結婚した。アダムスとの間には娘のテリー・レスリー（1959年6月5日 - 1998年3月19日）、息子のチャド（1960年12月28日生）がいた。マックイーンとアダムスは1972年に離婚した。自叙伝「My Husband, My Friend」でアダムスは結婚生活が破綻をきたしていた間の1971年に彼女は流産したと述べている。1973年8月31日、マックイーンは女優のアリ・マッグロー（『ゲッタウェイ』で共演）と結婚した。しかし、この結婚生活は1978年の離婚で終わった。マッグローはマックイーンとの間にできた子供を流産している。1980年1月16日、その死の1年足らず前にマックイーンはモデルのバーバラ・ミンティと結婚した。マックイーンの4人の孫のうちの1人は、俳優のスティーブン・R・マックイーン（『ヴァンパイア・ダイアリーズ』のジェレミー・ギルバート役で最も有名）である。
1971年から1972年、アダムスと離婚しマッグローに出会う前の間に、マックイーンは『ジュニア・ボナー』で共演したバーバラ・リーと関係を持っていた。彼女は妊娠し、中絶している。女優でモデルのローレン・ハットンは、1960年代初期にマックイーンと関係を持ったと語っている。マミー・ヴァン・ドーレンはマックイーンと関係を持ち、彼と幻覚剤をためしたと主張した。
マックイーンは毎日2時間の運動が日課であった。それはウエイトリフティングと5マイルのランニングが含まれた。マックイーンは唐手道を9段で黒帯のパット・E・ジョンソンから学んでいた。
マックイーンは各種の薬物を使用していたことで知られていた。ウィリアム・クラクストンは彼がほぼ毎日マリファナを吸っていたと語っている。伝記作者のマーク・エリオットは、彼が1970年代初期に相当量のコカインを使っていたと主張している。そして、彼はヘビースモーカーでもあった。マックイーンはしばしば過度に飲酒し、1972年にはアラスカのアンカレッジで飲酒運転のため逮捕されている。
チャールズ・マンソンの信者が1969年8月9日にシャロン・テートの自宅でテートとジェイ・セブリングを含む5名を殺害した。テートとセブリングはマックイーンの友人であり、マックイーンも犯人の潜在的標的であったと報じられた。最初の妻によると、マックイーンはいつでも人前で拳銃を携帯し始めるようになり、セブリングの葬儀でも携帯していた。殺人の2か月後、警察は殺人の対象者リストを発見し、その中にはマックイーンの名があった。その結果、マックイーンの会社はマンソンの脚本を拒絶した。2011年にセブリングが事件当日にテートの家で行われたパーティーにマックイーンを招待していたことが明らかにされた。マックイーンによると、彼はパーティーに参加しようとしてガールフレンドを誘った。しかし、彼女はパーティーの代わりに自宅で親密に過ごすことを提案した。それによって彼は命を救われることになった。ちなみにこのパーティには、パラマウントの重役ロバート・エヴァンズも誘われていた。
マックイーンは映画の出演に同意した際、スタジオに大量の無料アイテム（例えば電気カミソリ、ジーンズやその他のアイテム）を要求するという変わった評判を持っていた。マックイーンはこれらのアイテムを、自身が10代に過ごしたボーイズ・リパブリックの矯正施設に寄付していたことが後に明らかになった。マックイーンはしばしば施設を訪れ、生徒達と時を過ごし、ビリヤードをしたり自身の経験を話したりしていた。
マックイーンと『大脱走』で共演したジェームズ・ガーナーはお互いにレースに対して関心を持っていたことから親友となった。ガーナーはマックイーン宅の下手に住んでおり、マックイーンは回想している。「私はジムが自宅できちんとしているところを見ることができた。花は手入れされ、庭には紙くずも無く…芝はいつも刈られていた。それで、私は彼をいらつかせるため、彼の通り道にビールの空き缶を投げ捨て始めた。彼は家を出ると、道をきちんときれいにしなければならず、全ての空き缶を持って家に帰った。犯人が私だと分かるまで、彼は長い時間がかかった。」
マックイーンの3番目の妻、バーバラ・ミンティは自著「Steve McQueen: The Last Mile」で、マックイーンが晩年に福音主義に改宗したことについて述べている。彼が改宗したのは飛行インストラクターのサミー・メイソン、その息子ピートと、バーバラの影響を受けたためであった。マックイーンは地元のヴェンチュラ宣教師教会に出席し、彼の死の直前には福音伝道師のビリー・グラハムが訪ねてきた。

## 病気と死
マックイーンは1978年に持続性の咳に悩まされるようになった。彼は禁煙し、抗生物質による治療を受けたが改善できなかった。息切れはより顕著に増加し、『ハンター』撮影後の1979年12月22日に精密検査で胸膜中皮腫（既知の治療法がないアスベスト露出と関連した癌）が発見された。数ヶ月後、マックイーンは医学インタビューで、自分の症状はアスベスト暴露が原因だとした。マックイーンはアスベストが映画スタジオの防音材に使われたり、レーシングドライバーのスーツやヘルメットに含まれていると信じていた。しかし彼は、海兵隊で兵員輸送船のパイプからアスベストを除去する際に大量に暴露されたことが病気の直接的な結果であったのでは無いかと考えた。
1980年2月までには広範囲にわたる転移が発見された。彼は病状を秘密にしようとしたが、「ナショナル・エンクワイアラー」誌は1980年3月11日にマックイーンが「末期癌」に罹っていることを明らかにした。7月にマックイーンは、アメリカの医師達が彼を延命させる方法は何も無いと話した後、非標準的な治療法を受けるためにメキシコのロサリトビーチに向かった。マックイーンはウィリアム・ドナルド・ケリーの治療を求めたため、メキシコへの旅行は論争となった。ケリーはコーヒー浣腸、シャンプーによる頻繁な洗浄、牛や羊の生きた細胞を含んだ液体の毎日の注入、マッサージ、レートリルを用いたゲルソン療法のバリエーションを進めており、主流の医師からは典型的な偽医療だと非難されていた。マックイーンは3ヶ月間のメキシコ滞在で、ケリーに対して1ヶ月に少なくとも40,000ドル（現在の148,000ドル）の現金を支払った。ケリーが持っていた唯一の医療ライセンスは（1976年に取り消されるまで）歯列矯正のみであった。マックイーンが患者であったことが明らかとなり、ケリーの治療法は従来の新聞やタブロイド紙においてセンセーションを引き起こした。
マックイーンは10月上旬に帰国した。癌の転移にもかかわらず、ケリーはマックイーンが完全に治癒し通常生活に戻ると公的に発表した。マックイーンの病状はすぐに悪化し、「巨大な」腫瘍が腹部に生じていた。
1980年10月下旬、マックイーンはメキシコのチワワ州シウダー・フアレスに向かった。肝臓に腫瘍（およそ5ポンドの重さ）が発見され、アメリカの医師からは心臓が手術に耐えられないと警告を受けたにもかかわらず、摘出手術を受けるためであった:212-213。マックイーンは「サム・シェパード」の偽名でフアレスの小さなクリニックに入院した。クリニックの医者とスタッフは彼の正体を知らなかった。
フアレスのクリニックで腹部と首の多数の転移性腫瘍を除去する手術を受けた12時間後、マックイーンは1980年11月7日午前3時45分に心停止のため死去したという:212-213。50歳であった。「エルパソ・タイムズ」によると、彼は睡眠中に死去した。ちょうどバハ1000の開催期間中であった。
ヴェンチュラ宣教師教会のレナード・デウィットはマックイーンの追悼式を統轄した。マックイーンは火葬に付され、遺灰は太平洋に散骨された。
“LOP RABBITS as pets”（意訳『ペットとしてのロップ・ウサギ』）によると、マックイーンは死期間近の晩年を動物介在療法で用いられるロップイヤー・ウサギの一種であるフレンチ・ロップ（耳が垂れた大型のカイウサギ）とともに過ごしたという。
生涯における来日回数は2回。初来日は1966年『砲艦サンパブロ』のプレミア時。当時の妻のニールも帯同している。ただし次の会場が香港であったため、日本での滞在時間はわずか20時間であった。2回目は1978年の肖像権訴訟時（後述）である。

## レガシー

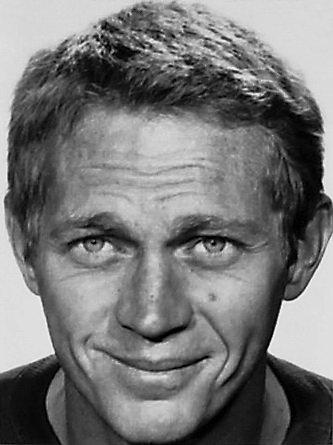
国際運転免許証の写真

マックイーンの人気は不変である。他の死去した有名人のように商業的に飽和することを避けるため、彼のイメージを使用するライセンスは制限されている。2007年の時点で、マックイーンの財産は死去した有名人が稼ぎ出す財産のトップ10に入っていた。
2007年4月、マックイーンはナショナル・カウボーイ・アンド・ウェスタン・ヘリテージ・ミュージアムの式典で、偉大な西部劇俳優の殿堂入りした。
1999年11月、マックイーンはオートバイ栄誉の殿堂入りした。彼は『栄光のライダー』の製作資金を調達し、一連のオフロードライダーを支援し、オートバイに対する一般のイメージ強化に貢献しているとされた。
未完成のストーリーボードとノートを元にし、マックイーンが死の前に撮影したフィルムが、マックGの製作会社であるワンダーランド・サウンド・アンド・ヴィジョンによって生産される予定であった。『ユカタン』は「壮大な冒険の強盗」映画と言われ、2013年のリリース予定であったが、2016年2月現在発売されていない。ロバート・ダウニー・Jrと妻のスーザン・ダウニーの製作会社、チーム・ダウニーは『ユカタン』を映画として公開することに対する関心を表した。
インディアナ州ビーチグローブの公立図書館はマックイーンの80回目の記念日を祝うために2010年3月16日に正式にスティーブ・マックイーン生誕地コレクションを公開した。
2005年、『TVガイド』誌は「史上最もセクシーなスター50名」のリストでマックイーンを26位にランクした。
2012年、マックイーンはアスベスト病認識機構（Asbestos Disease Awareness Organization, ADAO）からウォーレン・ジヴォン・トリビュート・アウォードを受賞した。
2015年のドキュメンタリー『スティーヴ・マックイーン その男とル・マン』は、1971年の『栄光のル・マン』でのマックイーンと、その製作についての探求を明らかにしている。同作では息子のチャド・マックイーンと元妻のニール・アダムスがインタビューに答えている。

### アーカイブ
アカデミー・フィルムアーカイブはスティーブ・マックイーン-ニール・アダムスコレクションを収納している。同コレクションには個人のプリントやホームムービーが収められている。

### 肖像権訴訟
1971年の『栄光のル・マン』の日本での宣伝に際して、タイアップ企業となった松下電器産業（現・パナソニック）とヤクルト本社が映画のスチルやフィルムを製品（松下はラジオ、ヤクルトは乳酸飲料）の広告と組み合わせた宣伝を自分の承諾なしにおこなったとして、この両社および配給会社の東和、広告制作者の電通を相手取り、肖像権侵害の損害賠償として100万ドル（公開当時のレートで3億6千万円）を求める裁判を、1973年に日本の東京地方裁判所に提訴した。
マックイーンが裁判を起こしたのは単に肖像を結果として無断使用されたからというだけの理由ではなかった。彼が1978年に日本の裁判所に出廷して証言したところによると、乳酸製品（証言では「ヨーグルト」と表現）は自分が好まないもので、本来なら絶対に引き受けることがない仕事であること、日本の家電メーカーのラジオについては、自分は商品の説明を受けておらず、それに対する責任を引き受けることができないからだと述べている。
この裁判は1980年11月10日に判決が下された。判決ではタイアップ広告の手法は広く映画の宣伝において一般に認められているもので、マックイーンの代理店と東和の間の契約条項の範囲内であるとした。このため、東和側が承諾の必要性を検討する注意義務はなく、過失を問うことはできないと認定し、マックイーン側敗訴の判決を下した。

### メモラビリア
マックイーンが1968年の『華麗なる賭け』で着用した青いサングラス（ペルソール714）は2006年にロサンゼルスのボーナムズ・アンド・バターフィールズオークションで70,200ドルで落札された。同オークションでは彼のオートバイコレクションの1台、1937年型クロッカーが世界記録となる276,500ドルで落札されている。2007年8月16日にはマックイーンが所有していたメタリックブラウンの1963年型フェラーリ・250GTベルリネッタ・ルッソが231万ドルで落札された。2006年に売却された3台のオートバイを除いて、マックイーンのオートバイコレクション130台は彼の死から4年後に売却された。
『栄光のル・マン』のオープニングシークエンスに登場した1970年型ポルシェ・911Sは、2011年8月にオークションで135万5000ドルで売却された。ロレックス・エクスプローラーII（1655）（時計コレクターの間でロレックス・スティーブ・マックイーンとして知られる）、ロレックス・サブマリナー（5512）（マックイーンがプライベートで着用している場面がしばしば撮影された）は、2009年6月11日にオークションで234,000ドルで落札された。これは世界記録であった。
マックイーンはタグ・ホイヤーのアンバサダーを務めた。1970年の『栄光のル・マン』で彼は青のモナコ1133Bを着用した。それは腕時計コレクターの間でカルトなステータスを持つに至った。彼が着用したタグ・ホイヤーは2009年6月11日のオークションにおいて87,600ドルで落札された。タグ・ホイヤーは現在もモナコのプロモーションにマックイーンのイメージを使用している。
2009年からトライアンフ・モーターサイクルはマックイーンの財産管理団体からの認可を受けて、マックイーンをフィーチャーしたトライアンフ・ブランドの一連の衣類を販売した。それは特に彼が参加した1964年のISDTに関するものであった。
イギリスのネオアコ・グループ、プリファブ・スプラウトは1985年6月にセカンドアルバム『スティーヴ・マックイーン』をリリースした。アメリカ合衆国ではマックイーンの財産管理団体との法的争いのため、『Two Wheels Good』に変更された。

## 逸話

### 映画チラシと写真集
マックイーンの出演した作品の映画チラシはとても人気が高く、高額な値段がつく物もあり、コレクターの間では死後も人気を誇っている。 具体的な例として『傷だらけの栄光』、『マックイーンの絶対の危機』、『戦雲』、『荒野の七人』、『ガールハント』、『戦う翼』、『大脱走』、『マンハッタン物語』、『ハイウエイ』、『シンシナティ・キッド』などの初版チラシが挙げられる。
写真集に『スティーヴ・マックィーン』（1975年）、『マックィーン ザ ヒーロー（ともに芳賀書店 1981年）、『スティーヴ・マックィーンスタイル』（近代映画社 2004年）がある。また、彼が所有していた膨大な数のスポーツカーやオートバイの写真集『マックイーンズ マシン』（2008年）も出版されている。
ブルース・ウィリスは演技の手本としている俳優の一人に、ゲイリー・クーパーやロバート・デ・ニーロ、ジョン・ウェインらと並べてスティーブ・マックイーンの名前も挙げている。

### 交友
隣人にはザ・フーのドラマー、キース・ムーンがいた。車やバイクで家に侵入されたり、塀の下に抜け道を作られたりと、ロック史上に残る「変人」を隣人に持ったマックイーンは、大いに悩んだという。『砲艦サンパブロ』でのロケ中、メイクアップアーティストのビル・ターナーとカオリ・ナラ・ターナーの仲人をすすんで取り持つなど、人情家の一面もあった。近年、女性歌手のシェリル・クロウが『Steve Mcqueen』という作品を発表している。ホンダF1の初代ドライバーロニー・バックナムとは親友だったほか、ブルース・リーとは武道での師弟関係そして親友でもあり、リーの下積み時代を支えた一人である。彼が32歳で亡くなった際、マックイーンはジーンズ姿で葬儀に駆けつけ、彼の棺を担いだ。またチャック・ノリスが教える空手の道場に息子のチャドともに生徒として通っており、ノリスに俳優への道を強く勧め、彼の主演作を劇場でともに鑑賞し演技についてアドバイスしている。ノリスはマックイーンからの教えを忠実に守り、主演級俳優へと成長した。

## フィルモグラフィ

### 映画
| 年     | タイトル                                              | 役名                                                     | 備考                                         | 日本語吹替                                                                           |
| ------ | ----------------------------------------------------- | -------------------------------------------------------- | -------------------------------------------- | ------------------------------------------------------------------------------------ |
| 1953年 | Girl on the Run                                       | なし（ベルを鳴らそうとする若い男）                       | クレジット無し、エキストラ                   |                                                                                      |
| 1956年 | 傷だらけの栄光 Somebody Up There Likes Me             | Fidel                                                    | クレジット無し                               | 徳丸完（NETテレビ版2）                                                               |
| 1958年 | ニューヨークの顔役 Never Love a Stranger              | Martin Cabell                                            |                                              |                                                                                      |
| 1958年 | マックイーンの絶対の危機 The Blob                     | スティーブ・アンドリューズ                               | 『人喰いアメーバの恐怖』（テレビ放映時題名） | 伊武雅巳（日本テレビ版） 宮部昭夫（フジテレビ版）                                    |
| 1959年 | セントルイス銀行強盗 The Great St. Louis Bank Robbery | ジョージ・ファウラー                                     |                                              |                                                                                      |
| 1959年 | 戦雲 Never So Few                                     | ビル・リンガー                                           |                                              | 大塚周夫                                                                             |
| 1960年 | 荒野の七人 The Magnificent Seven                      | ヴィン・タナー                                           |                                              | 内海賢二（NETテレビ旧・新版） 山寺宏一（スターチャンネル版） 不明（機内上映版）      |
| 1961年 | ガールハント The Honeymoon Machine                    | ファーガソン"ファージー"・ハワード大尉                   |                                              | 田中信夫（テレビ版1） 宮部昭夫（テレビ版2）                                          |
| 1962年 | 突撃隊 Hell Is for Heroes                             | ジョン・リース二等兵                                     |                                              | 内海賢二（フジテレビ版）                                                             |
| 1962年 | 戦う翼 The War Lover                                  | バズ・リクソン大尉                                       |                                              | 田中信夫（NETテレビ版）                                                              |
| 1963年 | 大脱走 The Great Escape                               | バージル・ヒルツ大尉 （通称：独房王〈The Cooler King〉） |                                              | 宮部昭夫（フジテレビ版） 安原義人（テレビ東京版）                                    |
| 1963年 | 雨の中の兵隊 Soldier in the Rain                      | ユースティス・クレー軍曹                                 |                                              | 青野武（東京12ch版）                                                                 |
| 1963年 | マンハッタン物語 Love with the Proper Stranger        | ロッキー・パパサーノ                                     |                                              | 仲村秀生（東京12ch旧版） 橋本功（東京12ch新版）                                      |
| 1965年 | ハイウェイ Baby the Rain Must Fall                    | ヘンリー・トーマス                                       |                                              | 納谷六朗（日本テレビ版）                                                             |
| 1965年 | シンシナティ・キッド The Cincinnati Kid               | エリック"ザ・キッド"・ストーナー                         |                                              | 内海賢二（NETテレビ版） 宮部昭夫（フジテレビ版）                                     |
| 1966年 | ネバダ・スミス Nevada Smith                           | マックス・サンド（別名：ネバダ・スミス）                 |                                              | 宮部昭夫（フジテレビ版） 津田健次郎（フジテレビ版追加収録） 矢崎文也（ソフト版）     |
| 1966年 | 砲艦サンパブロ The Sand Pebbles                       | ジェイク・ホールマン                                     | アカデミー主演男優賞にノミネート             | 宮部昭夫（TBS版） 伊武雅刀（LD版）                                                   |
| 1967年 | Think Twentieth                                       | 自身                                                     | 短編ドキュメンタリー                         |                                                                                      |
| 1968年 | 華麗なる賭け The Thomas Crown Affair                  | トーマス・クラウン                                       |                                              | 城達也（TBS版） 宮部昭夫（フジテレビ版）                                             |
| 1968年 | ブリット Bullitt                                      | フランク・ブリット警部補                                 |                                              | 内海賢二（テレビ朝日版） 落合弘治（テレビ朝日版追加収録） 宮部昭夫（バージョン不明） |
| 1969年 | 華麗なる週末 The Reivers                              | ブーン・ホガンベック                                     |                                              | 城達也（TBS版）                                                                      |
| 1971年 | 栄光のル・マン Le Mans                                | マイケル・ディレイニー                                   |                                              | 宮部昭夫（フジテレビ版） 津嘉山正種（日本テレビ版） 内海賢二（テレビ朝日版）         |
| 1971年 | 栄光のライダー On Any Sunday                          | 自身                                                     | ドキュメンタリー                             |                                                                                      |
| 1972年 | ジュニア・ボナー/華麗なる挑戦 Junior Bonner           | ジュニア"JR"・ボナー                                     |                                              | 内海賢二（テレビ朝日版）                                                             |
| 1972年 | ゲッタウェイ The Getaway                              | ドク・マッコイ                                           |                                              | 宮部昭夫（フジテレビ版） 内海賢二（テレビ朝日旧版） 磯部勉（テレビ朝日新版）         |
| 1973年 | Bruce Lee: The Man and the Legend                     | 自身                                                     | ドキュメンタリー、クレジット無し             |                                                                                      |
| 1973年 | The Magnificent Rebel                                 | 自身                                                     | 短編ドキュメンタリー                         |                                                                                      |
| 1973年 | パピヨン Papillon                                     | アンリ"パピヨン"・シャリエール                           |                                              | 内海賢二（テレビ朝日版） 宮部昭夫（フジテレビ版、機内上映版）                        |
| 1974年 | タワーリング・インフェルノ The Towering Inferno       | マイケル・オハラハン隊長                                 |                                              | 宮部昭夫（フジテレビ版、日本テレビ版） 内海賢二（TBS版） 小山力也（BSジャパン版）    |
| 1976年 | Dixie Dynamite                                        | Dirt-bike Rider                                          | クレジット無し                               |                                                                                      |
| 1978年 | 民衆の敵 An Enemy of the People                       | トーマス・ストックマン医師                               | 兼製作総指揮                                 |                                                                                      |
| 1980年 | トム・ホーン Tom Horn                                 | トム・ホーン                                             | 兼製作総指揮                                 | 内海賢二（テレビ朝日版）                                                             |
| 1980年 | ハンター The Hunter                                   | ラルフ"パパ"・ソーソン                                   | （遺作）                                     | 宮部昭夫（フジテレビ版） 内海賢二（テレビ朝日版） 落合弘治（テレビ朝日追加収録版）   |

### テレビドラマ
| 年              | タイトル                                   | 役名                        | 備考                                                            | 日本語吹替               |
| --------------- | ------------------------------------------ | --------------------------- | --------------------------------------------------------------- | ------------------------ |
| 1955年          | Goodyear Television Playhouse              | ゲスト出演                  | Episode: "The Chivington Raid"                                  |                          |
| 1956年          | The United States Steel Hour               | Bushy                       | Episode: "Bring Me a Dream"                                     |                          |
| 1957年          | Westinghouse Studio One                    | Joseph Gordon               | Episode: "The Defender": Part 1 Episode: "The Defender": Part 2 |                          |
| 1957年          | The West Point Story                       | Rick                        | Episode: "Ambush"                                               |                          |
| 1957年          | The 20th Century Fox Hour                  | Kinsella                    | Episode: "Deep Water"                                           |                          |
| 1957年          | The Big Story                              | Chuck Milton                | Episode: "Malcolm Glover of the San Francisco Examiner"         |                          |
| 1958年          | Climax!                                    | Anthony Reeves/Henry Reeves | Episode: "Four Hours in White"                                  |                          |
| 1958年          | 拳銃街道 Tales of Wells Fargo              | Bill Longley                | Episode: "Bill Longley"                                         |                          |
| 1958年          | トラックダウン Trackdown                   | ジョッシュ・ランダル        | Episode: "The Bounty Hunter"                                    |                          |
| 1958年          | トラックダウン Trackdown                   | Mal Cody/Wes Cody           | Episode: "The Brothers"                                         |                          |
| 1958年 - 1961年 | 拳銃無宿 Wanted: Dead or Alive             | ジョッシュ・ランダル        | 主役 (94 Episodes)                                              | 宮部昭夫 大辻伺郎 寺田農 |
| 1959年          | ヒッチコック劇場 Alfred Hitchcock Presents | Bill Everett                | Episode: "Human Interest Story"                                 |                          |
| 1960年          | ヒッチコック劇場 Alfred Hitchcock Presents | Gambler                     | Episode: "Man from the South"：邦題「指」                       |                          |

## 日本語吹き替え
主に担当していたのは、以下の二人である。
宮部昭夫
1959年の『拳銃無宿』以降、フジテレビ制作のバージョンを中心に大半の作品でマックイーンの吹き替えを務めた。吹き替えファンからも「マックイーンの声優」として認知されており、スケジュールの都合で他の声優がマックイーンを吹き替えたところ、「声が違う」とテレビ局に苦情が殺到、改めて宮部で吹き替えが作り直されたこともあったという。宮部自身も、副業で経営していた新宿歌舞伎町のバーに「Last Hero McQUEEN CLUB（ラスト・ヒーロー・マックィーン・クラブ）」と名付けるほどマックイーンを気に入っており、マックイーンが亡くなった際には「彼の死は、肉親を亡くした以上にガックリきました」とコメントしている。また、声優・俳優の津田健次郎は宮部に声質が近いと言われることがあり、マックイーンのファンでもあるゲームデザイナー小島秀夫は自身が手がけたゲームでマックイーンを意識したキャラクターの声優に津田を起用している。後に宮部がマックイーンを演じた『ネバダ・スミス』フジテレビ版がBlu-rayに収録されることになった際は、カット部分の追加収録で津田が宮部の代役を務めている。
内海賢二
主にテレビ朝日でマックイーンの映画が放送される際に起用され、宮部と同じく大半の作品でマックイーンの吹き替えを担当。吹き替えファンから「マックイーンのもう一人の声優」として認知されている。内海自身は、マックイーンの吹き替えを「演じてきた中で唯一の二枚目であり、自身のアテレコ史の頂点である」と語っており、今まで演じた中で一番好きなキャラクターまたは俳優に、『パピヨン』のマックイーンを挙げている。
このほかにも、伊武雅刀（伊武雅巳）、田中信夫、城達也なども複数回、声を当てている。

## 受賞歴

### アカデミー賞
ノミネート
1967年 アカデミー主演男優賞:『砲艦サンパブロ』

### ゴールデングローブ賞
受賞
1967年 ヘンリエッタ賞
1970年 ヘンリエッタ賞
ノミネート
1964年 主演男優賞 (ドラマ部門):『マンハッタン物語』
1967年 主演男優賞 (ドラマ部門):『砲艦サンパブロ』
1970年 主演男優賞 (ミュージカル・コメディ部門):『華麗なる週末』
1974年 主演男優賞 (ドラマ部門):『パピヨン』

### モスクワ国際映画祭
受賞
1963年 主演男優賞:『大脱走』

## CM
1973年、日本のバイク・自動車メーカーであるホンダのモトクロスバイクホンダ・エルシノアのCMに出演した（生前出演したコマーシャルはこれだけだったといわれる）。この出演については、ホンダのスタッフがロサンゼルス近郊・インディアン・デューンズ(英語版)内のモトクロス場にてエルシノアの極秘テストをしているところにたまたまマックイーンが訪れ、交渉してバイクを試乗するほか、このバイクを気に入ったことでCM出演が実現したという逸話が残っている。
死後の1998年、ポール・ストリートがアメリカのバイク・自動車メイカーのコマーシャルを製作し、『ブリット』のテーマ音楽が使用された。プーマのオートバイは『大脱走』で使用された物とよく似たオートバイであった。
また、前述の『ブリット』絡みで、2005年の新型フォード・マスタングのCMでも『ブリット』出演時のマックイーンが現れ、トウモロコシ畑の中に作られたサーキットをマスタングで駆るCMが製作されている。